# Hosťovce (okres Zlaté Moravce)
Hosťovce jsou obec na Slovensku ležící v okrese Zlaté Moravce v Nitranském kraji.

## Poloha a přírodní podmínky
Obec leží v severovýchodní části Požitavské pahorkatiny v údolí potoka Pelúsok. Samotná obec leží ve výšce 220 metrů nad mořem, katastr mezi 210 a 600 metry a má charakter pahorkatiny až vrchoviny. Podklad je tvořen žulovými horninami, křemenci, jíly a písky, kryté spraší. Větší část katastru je zalesněná (roste zde nejvíce dub, habr, bříza, ve vyšších polohách buk).

## Historie
První písemná zmínka o obci je z roku 1209 ako Gesteuge. Později jsou doloženy názvy Kestog (1323), Hostowicze (1773), Hosťovce (1927), maďarsky Gestöc. Obec patřila opatství v Hronském Beňadiku, v 15. století rodině Labatlanovych, od začátku 16. století panství Jelenec a od konce 17. století panství Zlaté Moravce. Majetkové podíly měli i místní zemanské rody. Obyvatelé se živili především zemědělstvím a lesním hospodářstvím. Během hospodářské krize ve třicátých letech 20. století trpěla obec emigrací, v roce 1932 byla také místem protiexekuční vzpoury.

## Pamětihodnosti
- barokní Mariánský sloup z konce 18. století.
- římskokatolický kostel Povýšení svatého kříže z roku 1931
- zubří obora – chráněný areál Topoľčianska zubria zvernica